# Haifeng

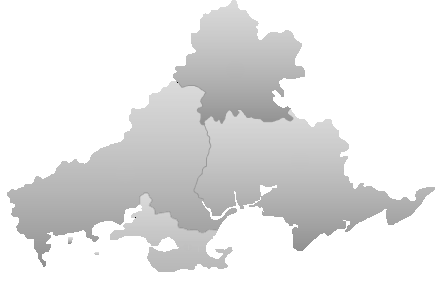
Lage des Kreises Haifeng im Gebiet der bezirksfreien Stadt Shanwei

Der Kreis Haifeng (chinesisch 海丰县, Pinyin Hǎifēng Xiàn) ist ein Kreis in der chinesischen Provinz Guangdong. Er gehört zum Verwaltungsgebiet der bezirksfreien Stadt Shanwei (汕尾市). Haifeng hat eine Fläche von 1.783 km² und zählt 802.454 Einwohner (Stand: Zensus 2020). Sein Hauptort ist die Großgemeinde Haicheng (海城镇).
Der in Haifeng gelegene Rote Palast und Rote Platz (Haifeng honggong, 海丰红宫; Hongchang jiuzhi, 红场旧址) steht auf der Liste der Denkmäler der Volksrepublik China.